# 马力欧派对3
《瑪利歐派對3》（中国大陆又译作）是一款由Hudson Soft公司制作、任天堂发行的聚会类电子游戏。本游戏最初于2000年12月7日在日本地区任天堂64发行，隔年在美國和歐洲上市。
《瑪利歐派對3》与先前游戏类似，不過增加了黛西公主和瓦路易吉兩名角色，共有8名角色。游戏目的是让角色在图版中收集星星和金币。本游戏引入了故事模式，玩家可以在每个场景进行战役模式。
《Metacritic》根据12个评论者的结果，给予本游戏74%的分数。